# Alexander Schapiro (Anarchist)

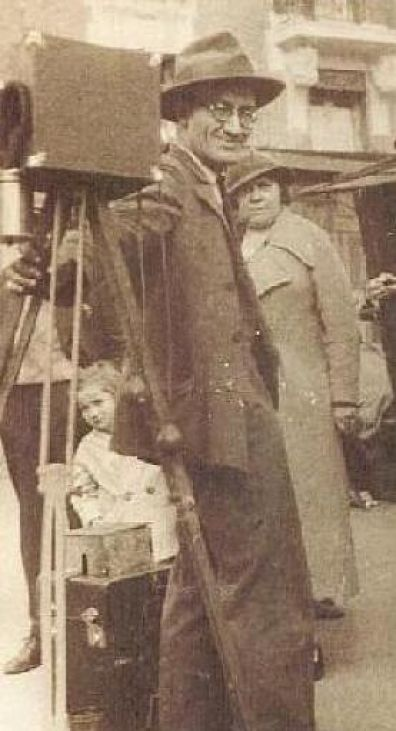
Alexander Schapiro

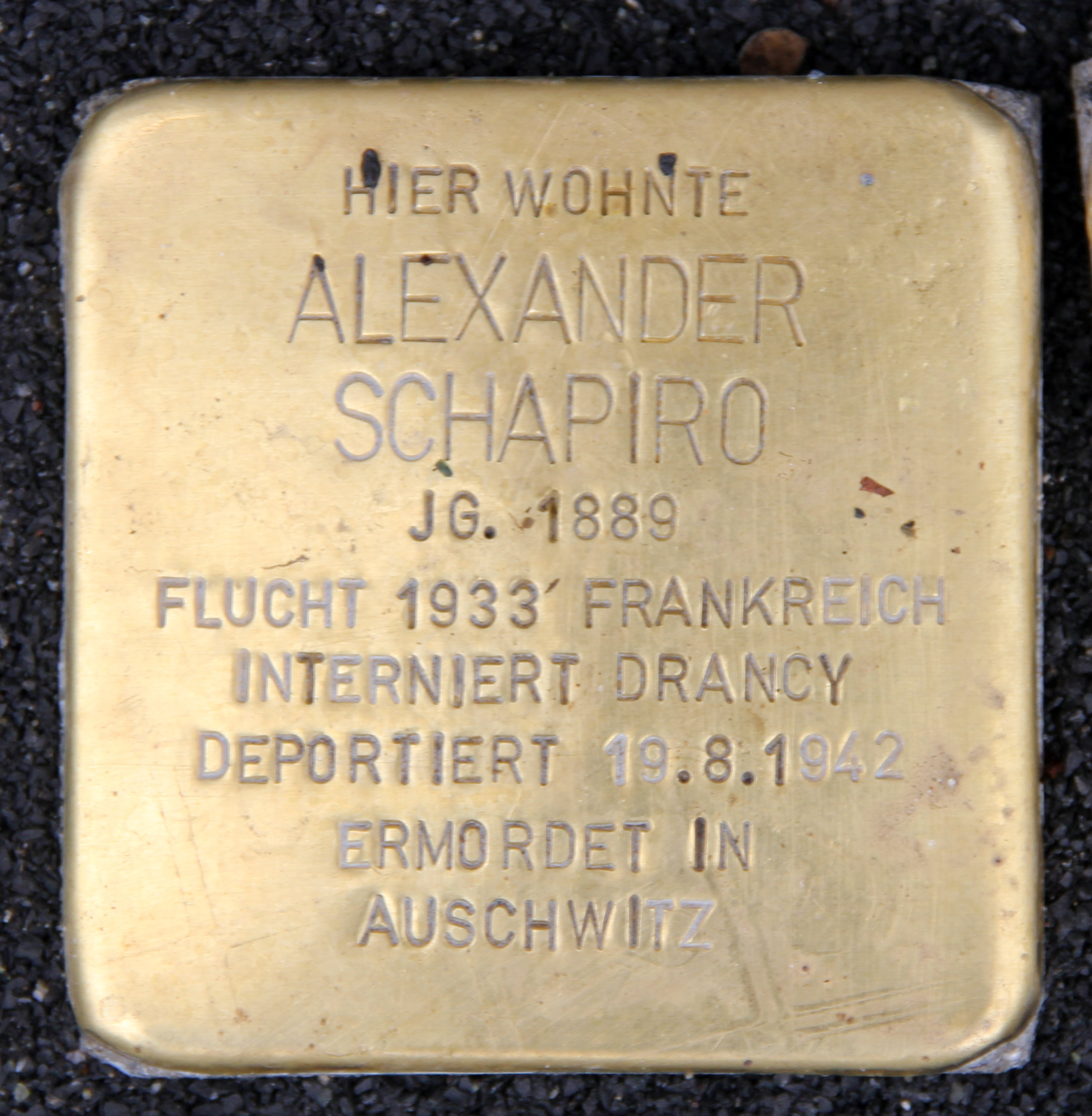
Stolperstein am Haus, Brunnenstraße 165, in Berlin-Mitte

Alexander Schapiro (russisch Александр Петрович Шапиро; * 6. August 1890 in Nowosybkow, Russisches Kaiserreich; † 1942 im KZ Auschwitz-Birkenau; auch Alexander Tanarow) war ein ukrainischer Anarchist jüdischer Abstammung und ein Publizist. Er war der leibliche Vater des Mathematikers Alexander Grothendieck.

## Leben
Schapiro, der sich auch „Alexander Tanarow“ nannte und schon als Jugendlicher seit 1905 an revolutionären Umtrieben in Russland beteiligt war, musste als Anhänger der Machnobewegung in den Nachwehen der Oktoberrevolution das Land verlassen und kam 1926 nach Berlin, wo er sich als Fotograf durchschlug und Johanna Grothendieck kennenlernte.
1934 floh er vor den Nationalsozialisten nach Paris. Hanka folgte ihm einige Monate später. Ihren 1928 geborenen gemeinsamen Sohn Alexander ließen sie in der Obhut des Pastors Wilhelm Heydorn in Hamburg. Sie lebten an verschiedenen Orten in Frankreich und nahmen 1936 bis 1938 an der Seite der anarchosyndikalistischen Gruppen am spanischen Bürgerkrieg teil. 1939 kehrten sie nach Frankreich zurück und ließen ihren Sohn aus Deutschland nachkommen.
Nach der Besetzung Frankreichs durch die Wehrmacht wurde die ganze Familie verhaftet und getrennt. Mutter und Sohn wurden ins Frauen-Internierungslager Camp de Rieucros bei Mende verbracht und überlebten den Krieg. Alexander Schapiro wurde zunächst im Lager Le Vernet interniert, danach vom Vichy-Regime an Deutschland ausgeliefert und kam schließlich 1942 ins KZ Auschwitz-Birkenau, wo er als eines der ersten Opfer ermordet wurde.

## Gedenken
Am 22. März 2017 wurden vor seinem ehemaligen Wohnort, Berlin-Mitte, Brunnenstraße 165, Stolpersteine für ihn und seine Familie verlegt.